# Vereinigte BKK
Die Vereinigte BKK war eine deutsche Krankenkasse aus der Gruppe der Betriebskrankenkassen mit Sitz in Frankfurt am Main. Die Körperschaft des öffentlichen Rechts war Träger der gesetzlichen Krankenversicherung und betreute über 38.000 Versicherte und 11.000 Unternehmen mit drei Geschäftsstellen in Geisenheim, Kelsterbach und Frankfurt. Zum 1. Januar 2017 fusionierte sie auf die BKK Verkehrsbau Union.

## Geschichte
Mit neuem Namen Vereinigte BKK war sie durch Fusion der Neckermann-Betriebskrankenkasse, gegründet am 1. Juli 1965, und der BANK BKK am 1. Juli 2010 entstanden. Am 1. Januar 2011 folgte eine weitere Fusion mit der BKK ENKA. 1999 öffnete sich die Neckermann-BKK, wodurch jeder, der die Voraussetzungen für eine Mitgliedschaft erfüllte, Versicherter werden konnte. 1996 ging die BANK BKK aus einer 1871 gegründeten Betriebskrankenkasse hervor. Ihr Zuständigkeitsbereich erstreckte sich als geöffnete BKK auf das Land Hessen. Die Vereinigte Glanzstoff-Fabriken AG gründete im Jahr 1904 ihre Betriebskrankenkasse, von der später daraus hervorgegangenen Enka GmbH bekam die für Hessen geöffnete BKK ENKA ihren Namen.
Zum 1. Januar 2017 wurde sie auf die BKK Verkehrsbau Union, kurz BKK VBU, verschmolzen.

## Beitragssätze
Seit 1. Januar 2009 wurden die Beitragssätze vom Gesetzgeber einheitlich vorgegeben. Ein bis 31. Dezember 2014 möglicher einkommensunabhängiger kassenindividueller Zusatzbeitrag wurde von der Vereinigten BKK nicht erhoben. Ab 1. Januar 2015 erhob sie einen einkommensabhängigen Zusatzbeitrag in Höhe von 1,2 Prozent des beitragspflichtigen Einkommens.

## Verwaltungsrat
Der Verwaltungsrat der Vereinigten BKK bestand aus insgesamt 12 ehrenamtlichen Mitgliedern. Vier waren Arbeitgebervertreter, acht Versichertenvertreter. Die Mitglieder wurden alle sechs Jahre in den Sozialwahlen gewählt.